# مایکل داولینگ (بازیکن فوتبال)
مایکل داولینگ (انگلیسی: Michael Dowling; ۳۰ مارس ۱۸۹۰ – 1969 (aged 79)) بازیکن فوتبال اهل بریتانیا بود.
از باشگاه‌هایی که در آن بازی کرده‌است می‌توان به باشگاه فوتبال شفیلد ونزدی، باشگاه فوتبال لینکولن سیتی، باشگاه فوتبال سنت میرن و باشگاه فوتبال پورتسموث اشاره کرد.